# Доктор Бетьюн
«Доктор Бетьюн» — канадско-франко-китайский художественный фильм, поставленный режиссёром Филлипом Борсосом по книге Теда Аллана и Сидни Гордона «Скальпель и меч», повествующей о жизни канадского врача-коммуниста Нормана Бетьюна.

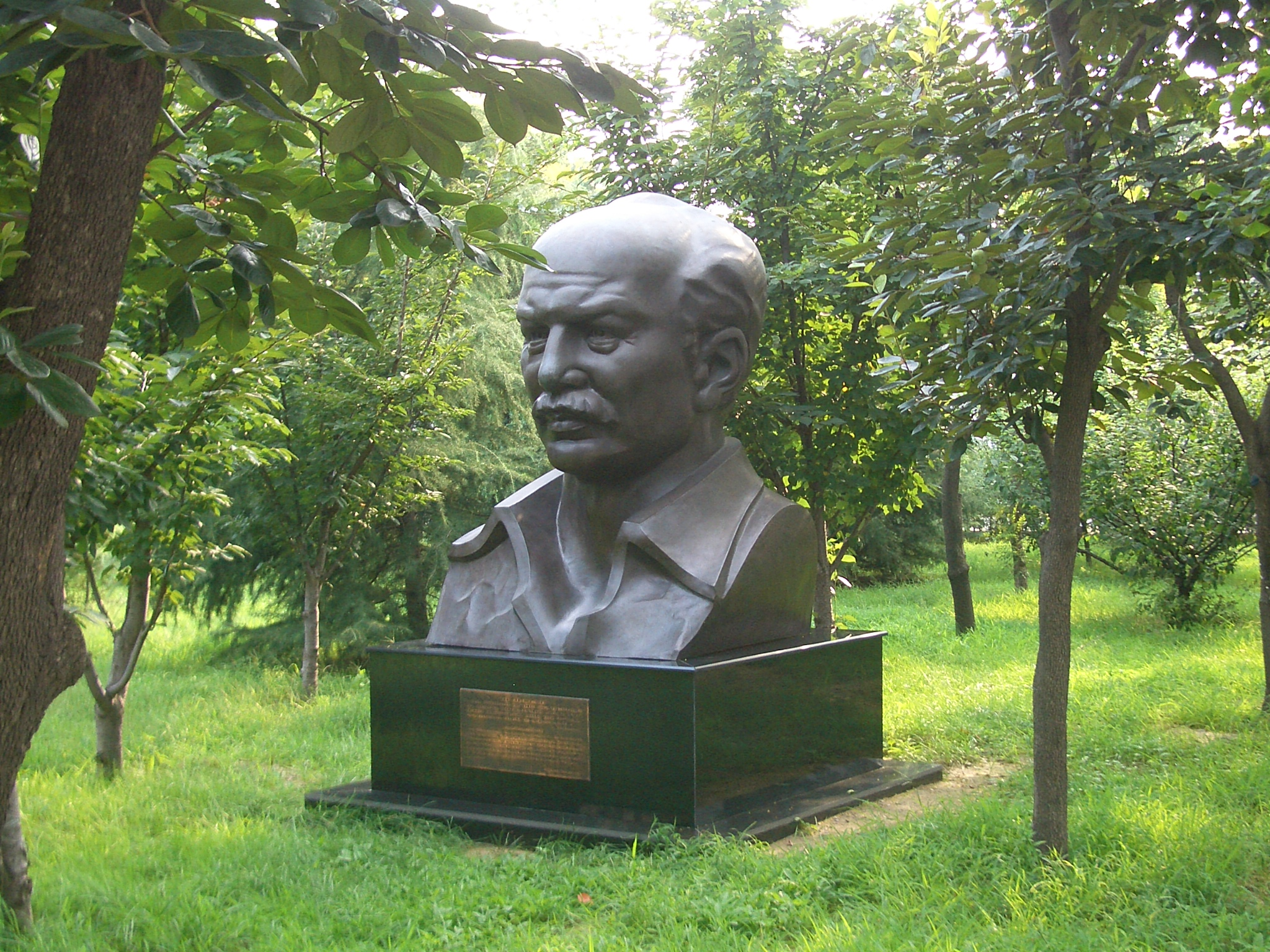
Памятник доктору Бетьюну в пекинской крепости Ваньпин

## Сюжет
Канадский врач-новатор, ветеран Первой мировой войны Норман Бетьюн, работавший в Великобритании, Канаде и США, проводил много времени, заботясь о пациентах из бедных кварталов, и сам подхватил от них туберкулёз. В годы Великой депрессии он пришёл к выводу, что для улучшения здоровья народа недостаточно чисто медицинских мер, но нужны и социальные преобразования. Вступив в Канадскую коммунистическую партию, Бетьюн с началом гражданской войны в Испании в 1936 году отправился туда в качестве главврача канадского батальона интербригады, но уже к лету 1937 года был смещён с этого поста за любовь к выпивке и женщинам. Его начальство в Монреале также не поддерживало его методов лечения, считая, что он подвергает пациентов неоправданному риску.
Что оставалось Бетьюну? Как заметил один из его друзей, «оставался только Китай», где в это время как правительство Гоминьдана, так и китайские коммунисты, укрепившиеся в «Особом районе Китая» на севере страны, вели войну с японскими захватчиками. Там он и провёл свой последний год жизни, спасая как раненых коммунистов, так и японских военнопленных, пока не умер от заражения крови, полученного при порезе. Его героизм заслужил почёт и уважение в Китае.

## В главных ролях
| Актёр             | Роль                 |
| ----------------- | -------------------- |
| Дональд Сазерленд | Нормана Бетьюна      |
| Хелен Миррен      | Фрэнсис Пенни Бетьюн |
| Хелен Шейвер      | Вероника Дауд        |

## Производство
Производство фильма сопровождалось многочисленными разногласиями, начиная от финансовых вопросов, и вплоть до споров между автором книги и первоначального сценария Тедом Алланом, который был знаком с Бетьюном по гражданской войне в Испании, и исполнителем главной роли Дональдом Сазерлендом, который не впервые играл роль Бетьюна в кино.
К моменту выхода на экраны фильм оказался самым дорогим в производстве, из всех фильмов созданных к тому времени в Канаде.

## Прокат
Фильм провалился в прокате, собрав около 400 тыс. долларов при производственном бюджете от 18 до 21 млн долларов.